# ناحية عين الشرقية
ناحية عين الشرقية إحدى نواحي سوريا تتبع إداريّاً لمحافظة اللاذقية منطقة جبلة ومركزها بلدة عين الشرقية، بلغ تعداد سكان الناحية 16,800 نسمة حسب التعداد السكاني لعام 2004.
تقع شمال غرب بيت ياشوط وشرق مدينة جبلة.

## بلدات وقرى ناحية عين الشرقية
قلعة بني قحطان، بطارة، بيت الفي، بترياس، عين الشرقية، الفتيح، حرف متور، حوران البودي، جوب ياشوط، كرم الزيادية، المرادسية، متور، القلايع، قصابين، قرن حليه، ريحانة متور، الرويسة، زاما، الزيادية، السكينة، ضهر بركات، فلسقو.